# Aigen, Koče - Muta
Aigen je naselje občine Koče - Muta v okraju Šmohor na Koroškem v Avstriji.